# Neuvy-en-Sullias
 Neuvy-en-Sullias  es una población y comuna francesa, situada en la región de Centro, departamento de Loiret, en el distrito de Orléans y cantón de Jargeau.

## Demografía
| 450 | 408 | 483 | 590 | 798 | 933 |
| Para los censos de 1962 a 1999 la población legal corresponde a la población sin duplicidades (Fuente: INSEE [Consultar]) |     |     |     |     |     |